# Relations entre l'Azerbaïdjan et le Liban
Les relations entre l'Azerbaïdjan et le Liban sont des relations bilatérales entre la République d'Azerbaïdjan et le Liban dans les domaines politique, socio-économique, culturel et autres.

## Histoire
Le 30 décembre 1991, le Liban a reconnu l'indépendance de la République d'Azerbaïdjan. Le 18 septembre 1992, un protocole a été signé sur l'établissement de relations diplomatiques entre les deux pays. Le 26 décembre 1997, par ordre du Président d'Azerbaïdjan Heydar Aliyev, l'Ambassadeur d'Azerbaïdjan en Egypte a été simultanément nommé Ambassadeur au Liban. Le 5 octobre 2015, Aghassalim Chukurov a été nommé ambassadeur d'Azerbaïdjan au Liban par décret du Président d'Azerbaïdjan Ilham Aliyev.

## Coopération
Les parties coopèrent dans le domaine des technologies de l'information et de la communication (TIC), ainsi que de la culture et des sports.
En février 1998, lors de la visite officielle du Premier ministre libanais Rafik Hariri en Azerbaïdjan, 4 accords de coopération économique ont été conclus entre les gouvernements des deux pays.
Le 4 août 2020, une puissante explosion s'est produite à Beyrouth, qui a fait de nombreuses victimes et des destructions. Sur instruction du Président de la République d'Azerbaïdjan, le Conseil des ministres a décidé d'apporter une aide financière à la République libanaise pour éliminer les conséquences de la tragédie d'un montant de 1 million de dollars.

## Accords
Il y a quatre accords signés entre l'Azerbaïdjan et le Liban :
- L'accord sur la promotion et la protection mutuelle des investissements - le 11 février 1998
- L'accord de transport aérien - le 11 février 1998
- L'accord d'assistance mutuelle en matière douanière - le 11 février 1998
- L'accord de coopération commerciale et économique - le 11 février 1998[1]